# Sinagoga Brods'kyj

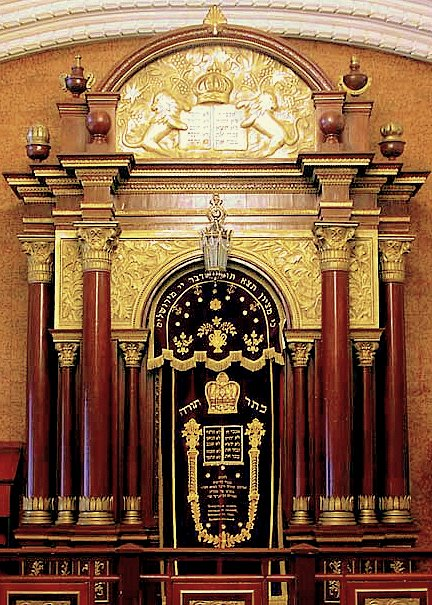
L'arca santa (restaurata)

La sinagoga Brods'kyj (in ucraino Синагога Бродського?, Synahoha Brods'koho), costruita tra il 1897 e il 1898, è una delle maggiori sinagoghe di Kiev. Dismessa dal 1926 al 1997 per ordine delle autorità sovietiche, è stata restituita alla comunità ebraica nel 1997, restaurata e riaperta al culto nel 2000.

## Storia
La sinagoga Brodskyj di Kiev fu costruita in stile neomoresco nel 1897-1898 su progetto dell'architetto russo-tedesco Georg Schleifer. La costruzione fu finanziata dal magnate dello zucchero e filantropo Lazar Brods'kyj, da cui la sinagoga ha preso il nome. Il 5 settembre 1898 si tenne la cerimonia di inaugurazione alla presenza delle massime autorità civili della città.
Nel 1926 la sinagoga fu confiscata dalle autorità sovietiche. L'edificio fu adattato alle più svariate destinazioni. Nella seconda guerra mondiale, durante l'occupazione nazista, fu utilizzato come stalla per i cavalli dell'esercito. Nel dopoguerra, passò ancora di mano in mano, per ultimo a un teatro di burattini.
Nel 1991, Moshe Reuven Azman, rabbino della Comunità Ebraica Religiosa Chabad Lubavič, chiese la restituzione della sinagoga alla comunità ebraica di Kiev, passaggio che ha avuto luogo nel dicembre 1997. Poco dopo, Vadym Rabinovič, un magnate ebreo ucraino, leader dell'associazione United Jewish Community dell'Ucraina, ha dato un contributo di $100.000 per il restauro della sinagoga.
L'obiettivo era quello di fare della sinagoga un centro sociale per i circa 20.000 ebrei della città, un centro educativo per i giovani e gli adulti e di sostegno per i poveri e gli anziani della comunità. Erano necessari importanti lavori di restauro, perché nei settant'anni di chiusura al culto e conversione ad altra attività, la sinagoga aveva subito gravi danni: la facciata principale era stata oscurata da un vestibolo, l'arca e la Bimah erano state eliminate per installare un controsoffitto, i matronei erano stati convertiti in uffici, la maggior parte delle decorazioni erano andate distrutte.
Nel gennaio 1999 ebbero inizio i lavori di restauro che permisero, in quindici mesi, di riparare i danni e restituire la sinagoga al culto e alla piena funzionalità nel 2000. Nel marzo 2000 si è tenuta una nuova cerimonia di dedicazione, alla presenza, ancora una volta, delle massime autorità civili della città, in una cerimonia che ha segnato un nuovo inizio dopo un intervallo di oltre un secolo.

## Galleria d'immagini

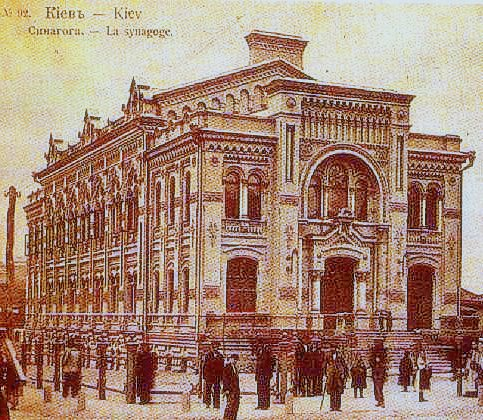
La sinagoga nel 1901
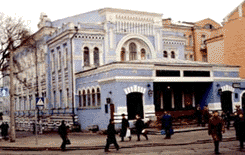
L'edificio negli anni Settanta (allora teatro di burattini)
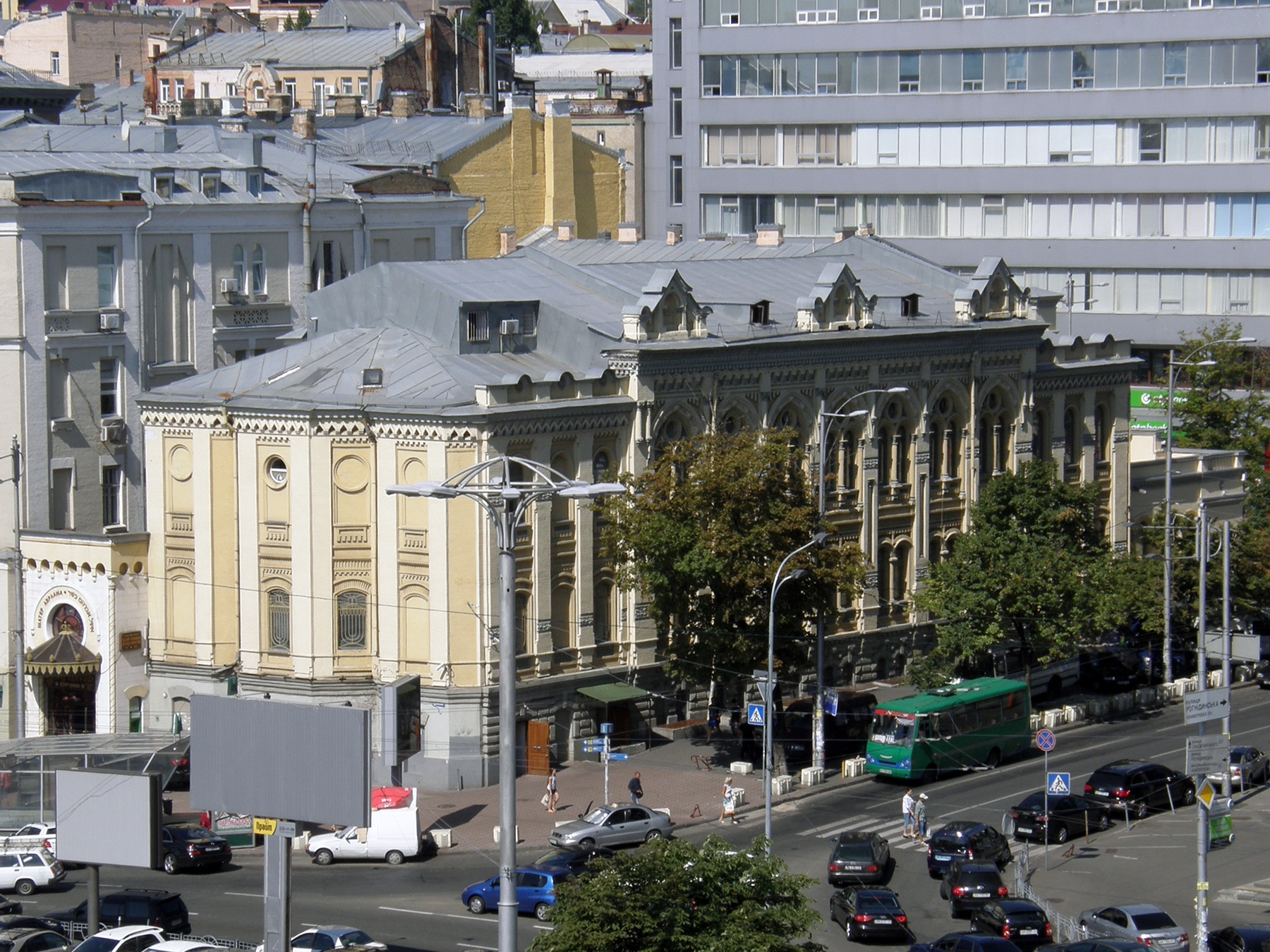
La sinagoga nel 2013 (restaurata alla sua funzione originaria)